# Kim Jeong-eun
Kim Jeong-eun (김정은?; Cheonan, 7 settembre 1987) è una cestista sudcoreana.

## Carriera
Con la Corea del Sud ha disputato due edizioni dei Giochi olimpici (Pechino 2008, Tokyo 2020) e due dei Campionati mondiali (2006, 2018).